# Babymetal
Ez a cikk a zenekarról szól. A zenekar debütáló albumának a címe megegyezik az együttes nevével, lásd Babymetal (album).
A Babymetal japán metal idol zenekar. Állandó tagjai: Nakamoto Szuzuka „Su-metal”, Kikucsi Moa „Moametal” és Okazaki Momoko "Momometal". A háromtagú együttes főleg heavy metal és más japán idol műfajokban alkot. A három fiatal lányt és a zenekarukat az Amuse talent agency menedzseli. Az énekesek mellett, a hangszerelést egy heavy metal együttes a Kami Band biztosítja. A Babymetal névadó albuma 2014 februárjában jelent meg. A második albumuk Metal Resistance címen 2016. április 1-jén jelent meg világszerte.

## Kezdetek, 2010-2012
A három lány 2010-ben tagja volt a Sakura Gakuin nevű női idol zenekarnak, melynek célja az volt hogy rávilágítson a metal és az idol zene fontosságára. Mielőtt beléptek volna a zenekarba a három lány egyáltalán nem szentelt nagy figyelmet a metal zenének.
A Babymetal első megjelenése 2010. november 28-án történt a Sakura Gakiun szóló koncertjén. Az első daluk a „Doki Doki Morning” volt, amely megjelent később a Sakura Gakuin 2011 áprilisában kiadott albumán; Sakura Gakuin 2010 Nendo:Message-on. 2011 októberében ugyanezt a számot kiadták DVD-n, amely korlátozott számban volt csak elérhető. Ugyanebben a hónapban feltöltötték ezt a videót a YouTube-ra is, 2012 végén már több mint 1 millióan megnézték. 2011 júliusában volt a „Ijime, Dame, Zettai” („No More Bullying”) című szám premierje, aminek helyszíne szintén egy Sakura Gakuin koncert volt, de ezt ekkor még csak az élő koncerten hallhatták a rajongók. Az első videóklipjüket a „Doki Doki Morning”-ot a Toy’s Factory tette közé a YouTube-on 2011. október 12-én.
A Babymetal az első önálló cédéjét a Kiba of Akiba nevű együttessel közösen adták ki „Babymetal x Kiba of Akiba” címmel. Erről megjelent egy kisebb cikk a Toy Factory-ban (a Jūonbu Records is megjelentette ezt „Doki Doki Morning” majd „Headbanger” címen is. 2012 márciusában az Oricon heti műsorában elnyerte a 3. helyet, az 1. helyet pedig a Records Shibuya tudhatta magáénak. 2012 júliusában a zenekar kiadta az újabb számát a „Headbanger”-t. A szám címét Hidenobu Tanabe találta ki. 2012 augusztusában debütált a Babymetal a japán Summer Sonic Festival-on. Itt az átlagéletkor 12 év volt, a Babymetal a valaha volt legfiatalabb együttes akik felléptek ezen a fesztiválon. 2012-ben volt az első japánon kívüli turnéjuk, Szingapúrban.

## Debütálás, 2013-2015
2013 januárjában a zenekar hivatalosan is debütált az „Ijime, Dame, Zettai” című lemezükkel. Már az első héten 19.000 lemezt adtak el és 6. lett az Oricon Weekly Singles listáján. 2013 tavaszán Nakamoto elvégezte a alsó középiskolát és így keletkezett a Sakura Gakuin-től a „graduate” c. szám (a csoport általános és alsó középiskolás lányokból áll). Azonban, a menedzserűk úgy döntött hogy a Babymetal többé nem vehet részt a Sakura Gakuin-ban. Június 19-én megjelent a zenekar következő száma a „Megitsune” ezt követte novemberben megjelenő albumok a „Live:Legend I, D, Z Apocalypse” amely a weekly Oricon Blu-ray Disc Chart-on a hetedik helyen debütált, a zenei Blu-rayesek között pedig a második helyet érte el.
2013. augusztus 11-én ismét részt vett a Summer Sonic Festival-on, felléptek Tokióban és Oszakában is. Később, 2013 októberében a Babymetal vált a legfiatalabb zenekarrá azok között akik valaha felléptek a heavy metal zenei fesztiválon a Loud Park-ban. 2013 novemberében a Babymetal megjelent a Metallica Through the Never c. film japán premierjén. Közel 2013 végéhez a Babymetal belefogott még egy ázsiai turnéba, Indonéziában az AFAID 2013-on hallhatták őket, és másodízben ismét ellátogattak Szingapúrba is.
2014. február 26-án a Babymetal-nak megjelent az első önálló albumuk. Összesen 13 dalt tartalmazott és elérhető volt limitált DVD kiadásban is. Ezt az albumot nagyon jónak tartották a zenei kritikusok, mivel már az első héten elérte a 37.000-es eladott példány számot Japánban, az Oricon-on a negyedik helyett kapta, a Billboard Japan-on pedig a másodikat. Ráadásul az iTunes Metal listáján is szerepelt Németországban, Angliában, és Amerikában is. Március 22.-én elérte az USA Billboard 200 listáján a 187. helyett. A zenekar albuma a negyedik helyezést ért el a Heatseekers listáján. 2014. március elsején, és másodikán a zenekar két koncertet is adott Budokanban. Itt az átlagéletkor 14, 7 volt, a Babymetal volt a legfiatalabb női együttes akik a Budokanban felléptek. A két koncerten összesen 20.000-en vettek részt. 2014. április 3-án a Fine Brothers YouTube csatornáján egy reakció videót tettek közé, amiben megdöbbenek a „Doki Doki Morning” és a „Gimme Chocolate!!” című klipeken. 2016. április 30-án megjelent az erre reflektáló Babymetal videója is, szintén YouTube-on. Ezek a videók nagy népszerűségnek örvendtek.
2014-ben a Babymetal fellépett Párizsban a Cologne-ben és Angliában, a Sonisphere Festival 2014. Július 27-én USA-ban mutatkoztak be egy zenei show keretében a The Fonda Theatre-ben Hollywood-ban. 2014 augusztusában a Heavy Montréal-on játszottak Kanadában, ahol fellépett még a Metallica és a Slayer is, ebben az évben Japánban is együtt zenéltek, olyan zenekarokkal, mint az Avenged Sevenfold és a Megadeth. A Babymetal 5 Lady Gaga koncerten is a nyitózenekar volt az „ArtRave: The Artpop Ball”-on.
2014 augusztusában bejelentették hogy visszatérve Angliába november 8-án sort kerítenek egy koncertre London O2 Academy Brixton-ban, ez volt az utolsó koncertjük Európában ebben az évben. Ugyanebben az évben New Yorkban is felléptek november 4-én a Hammerstein Ballroom-ban. Szeptemberben a zenekar nyilvánosságra hozta a következő albumuk címét: Live:Legend 1999&1997 Apocalypse, ez október 19-én jelent meg Blu-ray-en és DVD-n is, ez látható volt élőben az NHK Hall és a Makuhari Mess Event Hall-ban is.
A zenekar a brixtoni előadáson jelentette meg az új számukat, melynek címe „Road of Resistance” volt. Később kiderült hogy együttműködtek Sam Totman-al és Herman Li-vel a kiemelkedő a DragonForce együttes tagjaival. A dalt Li és Totman gitáron kísérte, a későbbiekben bónuszként megjelent „Red Night” a „Live at Budokan” albumon 2015 januárjában, illetve megjelent az exkluzív Fan Club kiadásában „The One” címen. Li későbbi Twitter és Facebook posztja alapján már 2013 óta dolgoztak a dal hangszerelésén. Röviddel a Live at Budokan: Red Night kiadása után már elérhető volt iTunes-on is. 2015 áprilisában a zenekar újra kiadta önálló albumát Angliában az earMUSIC-on is. A Metal Hammer és Golden Gods Awards-on június 15-én a trió fellépett a DragonForce fellépésén (egy szám erejéig), annak ellenére hogy a szervező Andy Copping kijelentette hogy sosem fog Babymetallal együtt dolgozni.

## Turnézás, 2016

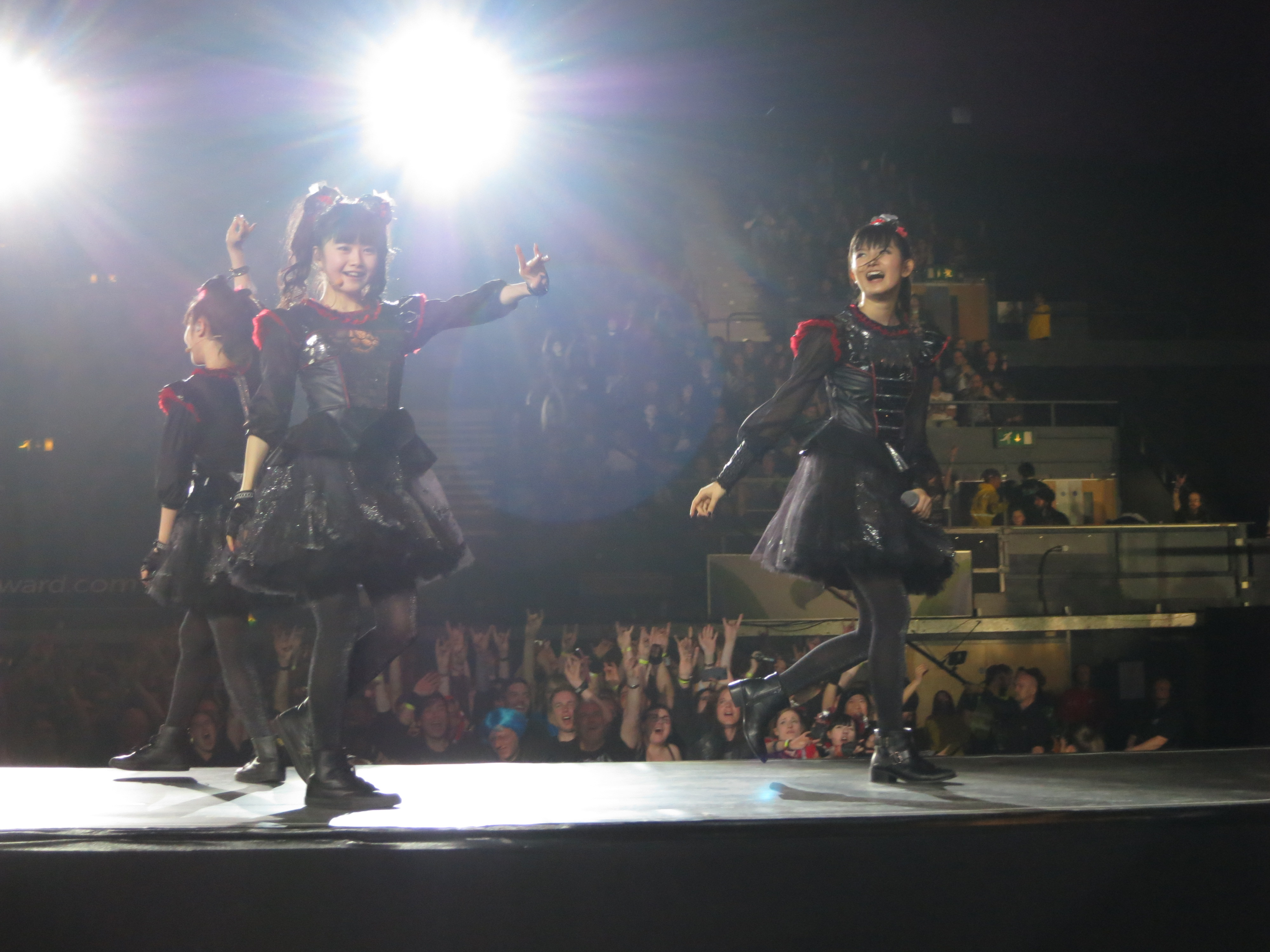
A Babymetal fellép a Wembley Arenában, Londonban

2016-ban a Babymetal fellépett a Wembley Arénában. A zenekar 2 napos koncertjén Yokohamában bejelentette hogy a második albumuk 2016 április 1-jén jelenik meg.
Belekezdtek egy új világturnéba , amely Londonban kezdődött szintén Wembley Arénában, és Japánba a Tokyo-i Dome-ban fejeződött be. 2016. január 15-én kiderült a második albumuk címe: Metal Resistance. Április 2-án egy nappal a Metal Resistance megjelenése után, a Babymetal vált az első Japán zenekarrá amely legnagyobb bevételt hozta egy egy napos eseménnyel a Wembley Arénának. A The Guardian a Wembley teljesítményét 5 csillagra értékelte. Április 5-én a Babymetal debütált az Egyesült Államokba a The Late Show-ban Stephen Colbert-el, ahol a híres „Gimme Chocolate!!” című számukat adták elő. Szintén ebben az évben az együttesről mintázta a Wij U a Super Mario Maker karaktereit.
2016. május 26-án a WWE Triple H bejelentetteTwitteren hogy a „Karate” közösen a Day to Remember zenekar „Paranoia” című számával együttesen lettek NXT TakeOver: The End hivatalos dala. Július 18-án a Babymetalnak volt egy különleges fellépése az Alternative Press Music Awards-on, ahol előadták a „Karate” című számukat, ezután becsatlakozott hozzájuka Judas Priest frontembere Rob Halford. Halford Nakamotoval és a Kami Band-el közösen előadták a „Painkiller” című számot, ezt követte a „Breaking the Law” ahol már Kikuchi és Mizuno is csatlakozott gitárral. Július 27-én a Metal Hammer olvasók a Babymetal debütáló albumát választották a 21. század legjobb albumaként.
2016 szeptemberében a Warner bejelentette, hogy tervben van egy animációs fantasy-kaland sorozat, amely a zenekar tagjaival foglalkozik. A sorozatot a Blue Ribbon Content készítette az Amuse Group USA közreműködésével. A zenekar producere Kobametal, szintén részt vett a sokszorosításban.
2016. szeptember 19-én (Red Night) és szeptember 20-án (Black Night), a Babymetal befejezte a 2016-os világturnéjukat a Tokyo-i Dome-ban. Mindkét este elfogytak a jegyek. Az egyes éjszakákon való részvétel 55 ezer fő volt, ezek között voltak japán rajongók, illetve mások a világ minden tájáról. Yuimetal azt nyilatkozta a koncert után, hogy az adrenalintól a Tokió Dome-ban végig sokk hatása alatt volt. Moametal szintén így érzett hozzátette még hogy „ nagy kihívást jelent fiatal lányként egy nagy színpadon állni, és zenélni egy hatalmas közönségnek”. „Japánban olyan nagy helyeken játszottunk mint a Budokan , de a tokiói Dome-ról még álmodni sem mertem-nyilatkozta Su-metal.
2016 decemberében Babymetal támogatta a Red Hot Chili Peppers-t a The Getaway World amerikai turnéjuk alatt. A turnéjukon a Red Hot Chili Peppers dobosa, Chad Smith csatlakozott a Babymetalhoz a színpadon, ahol Judas Priest-el a "Painkiller" és "Breaking the Law" című számokat játszották. A fellépés után, Smith megköszönte a Babymetalnak hogy turnéztak velük és végül Smith elénekelte a nézőkkel közösen a „Happy Birthday”-t Su-metalnak.
2017 januárjában a Babymetal támogatta a Metallicát a világkörüli turnéjukon a Gocheok Sky Dome-ban, illetve a Babymetal szintén megjelent a Guns N’ Roses’ Not in This Lifetime turnéjukon, mint nyitó zenekar. 2017 júniusában a Babymetal fellépettt a KISW-en a Pain in the Grass zenei eseményen Auburn-ben, Washington-ba.

## Zenei stílus, és szöveg
A zenekar egy új stílusban zenél, amelyet „kawaii metal”-nak hívnak („kawaii” jelentése:aranyos) a J-pop és a heavy metal keveréke. A zenei világban az együttest általában a death metal, a speed metal és a J-pop műfajokhoz kapcsolják.
Tristan Peterson a Metal Obsession-ből amikor a zenekar első albumát meghallgatta, a következőket fűzte hozzá: „Ez a zenekar azért jött létre hogy a japán barátoddal/barátnőddel is megkedveltesse a metalt, még ha korábban nem is rajongott érte".
Patrick St. Michel a japán zenei és kulturális oldalról az MTV 81-től elismeri az együttes koncertjeinek "megtisztító és tomboló energiáját”. A Metal Hammer című folyóirat a "Kockás szoknyák, iskolás lányok varázsa és magas hangok" című képletettel írta le az együttest – akárcsak egy manga képregényben.
A Babymetal zenéjében megtalálható lírai témák főként a valós problémákra összpontosítanak, illetve feldolgozzák a tipikus idol-pop témákat is, mint a fiatalok bátorítása az elfogadásra, az önmagunkért való kiállás. Az "ideális nő" és a csokoládé fogalma, olyan témák, amelyeket a kritikusok tipikus lírai témának tartanak és amelyet a legtöbb metal zenekar is feldolgoz.

## Koncertek
A zenekar a táncoláson kívül vokálozik is. Su-metal a fő vokalista, ő a Babymetal hivatalos énekes, miközben Moametal és Yuimetal a háttérénekre és a táncra fektetnek nagy hangsúlyt.
A Babymetal jelmezei a népszerű japán gótikus és punk lolita stílusokból állnak össze, különös nagy hangsúlyt fektetve a vörös és a fekete színre.
A metalvilla helyett kézi gesztusokat (kitsune=róka,) használnak a zenekar feltételezett isteni inspirációjának szimbolizálására.
A Babymetal koncertjeiket egy háttérzenekar is kíséri. Az együttes korai szakaszában a háttérzenekaruk a "Babybones" -ból állt, a koncerteken csontváz mintájú ruhákat viseltek. 2012 végén a Babymetal élő koncertjén debütált a Babybones amelyet „Full Metal Band” néven találhatunk meg. Később a zenekar rajongói által a „Metal istenei” nevet kapták. 2012 és 2014 között, a Babybones és a Kami Band- (a Babymetal másik háttérzenekara) váltakozva léptek fel, az élő koncerteken és fesztiválokon többségében csak a Kami Band volt látható, illetve hallható. 2014 elejétől a Babybones zenekar egyre kevesebb szereplést vállalt mint a Babymetal háttérzenekara, így a Kami Band vált a Babymetal elsődleges háttérzenekarává.
A Kami Band 2012 végén debütált, azóta a tagjai váltakoztak. 2013 óta azonban a felállás relatívan stabil, Takayoshu Ohmura, Leda, Mikio Fujioka és Isao gitárosokból áll a basszusgitáron pedig Boh játszik, emellett a zenekarban nem kis szerepet vállal a két dobos, Hideki Aoyama és Yuya Maeta, akik alkalmanként helyettesítik egymást. Az egyik Kami Band tag, Leda nagyban hozzájárult a Babymetal Metal Resistance albumához.

## Zenekari imázs
Kobametal a zenekar producere szerint a zenekar formája egy új fajta metalon alapul, és a zenekar tagjai „isteni üzenetet” kapnak a Róka Istentől, habár Nakamoto kifejtette hogy csak közvetett üzeneteket kapnak, mivel azokat először Kobametalhoz küldi a Róka Isten. Kobametal elutasított a „metal” vagy a „pop” megnevezések használatát a Babymetalra, helyette „egyetlen” és „igazi” jelzőket használja a Babymetal-ra. Kikuchi azzal viccelődött hogy azt hogy ők hárman összeállnak, nem is az ő döntésük volt, hanem ez volt a sorsuk, melyet a Róka Isten választott nekik, a Róka Isten célja hogy a zenekar terjessze a metalt, és ismerjék azt a világ minden táján.
A zenekar nagyon szélsőséges reakciókat kap a nyilvánosságtól általában. Néhány kritikus elismerte a zenekart, mivel a nagyon kreatívnak és úttörőnek tartották azt, amit alkottak a metal műfajban, miközben mások „újdonság csoport”-nak, és „buta újító” zenekarnak tartják őket. A zenekar viszont továbbra is hisz magában, és élvezik amit csinálnak, elfogadják a negatív és a pozitív kritikákat egyaránt.
A rajongók „The One”-ként, azaz „Egyetlen”-ként emlegetik, Mizuno megjegyezte hogy vegyes életkorú és származású rajongóik vannak. A metal és a pop rajongókról úgy vélekedik hogy vannak „metalheads”-ek akik hasonló stílust kedvelnek, mint amelyet a Babymetal is képvisel. Mizuno reméli hogy képes lesz hatni a különböző ízlésű és életvitelű emberekre.[97] Továbbá hangsúlyozta hogy mennyire fontosnak tartja hogy a zenéjük eljusson a metalt szerető fiatalokhoz is.

## Tagok
- Su-metal (Suzuka Nakamoto) –szóló ének
- Yuimetal (Yui Mizuno) – ének és vokál
- Moametal (Moa Kikuchi) – ének és vokál

### Kami Band
- Takayoshi Ohmura-gitár[99]
- Mikio Fujioka – gitár[99] 2018. január 5-én életét vesztette, mikor lezuhant egy kilátóteraszról. 36 éves volt.[100]
- Leda – gitár[101]
- Isao – gitár[102]
- Boh – basszusgitár[103]
- Hideki Aoyama – dob[99]
- Yuya Maeta – dob[104]

## Diszkográfia
| Cím              | Az album részletei             | Pozíciók | Eladások | Díjak |
| ---------------- | ------------------------------ | -------- | -------- | ----- |
| Babymetal        | Megjelent: 2014. február 26-án |          |          |       |
| Metal Resistance | Megjelent: 2016. március 29-én |          |          |       |
| Metal Galaxy     | Megjelent: 2019. október 11-én |          |          |       |

| Cím                        | Az album részletei              | Pozíciók | Eladások | Díjak |
| -------------------------- | ------------------------------- | -------- | -------- | ----- |
| Live at Budokan: Red Night | Megjelent: 2015. január 7-én    |          |          |       |
| Live at Wembley            | Megjelent: 2016. december 28-án |          |          |       |

| Cím                                    | Az album részletei                | Pozíciók | Eladások | Díjak |
| -------------------------------------- | --------------------------------- | -------- | -------- | ----- |
| Live at Budokan: Introducing Babymetal | Megjelent: 2015. szeptember 16-án |          |          |       |